# Janina Kałuska-Szydłowska

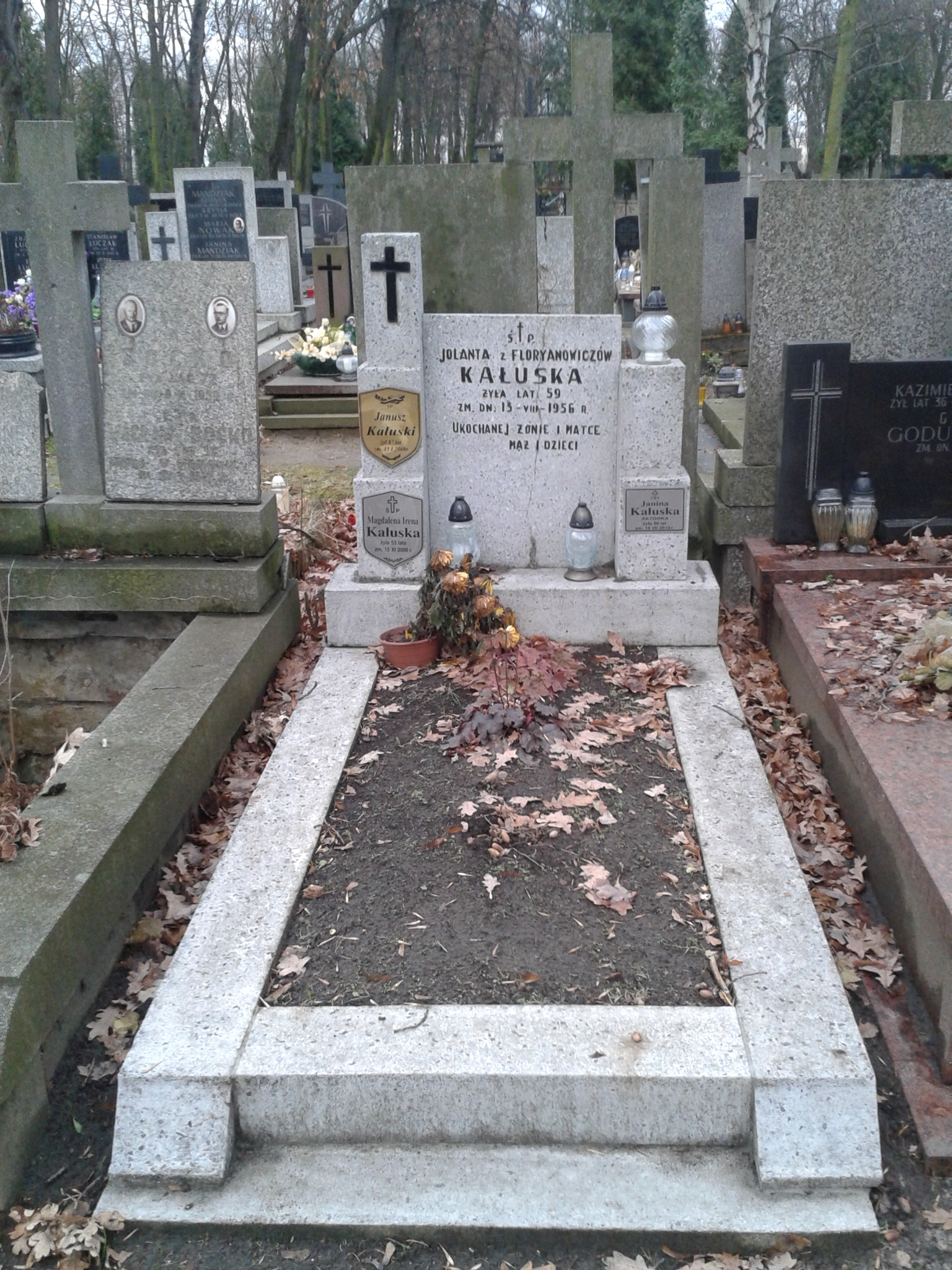
Grób Janiny Kałuskiej na cmentarzu Bródnowskim

Janina Kałuska-Szydłowska (ur. 2 października 1920 w Smoleńsku, zm. 16 lipca 2010 w Nieporęcie) – polska aktorka filmowa i teatralna.
Zadebiutowała 6 października 1946 na scenie Teatru Wybrzeże w Gdyni, gdzie zagrała w wyreżyserowanej przez Halinę Gallową sztuce Mickiewiczowskie ballady. Występowała tam przez rok, w 1949 otrzymała angaż w Teatrze Polskim w Poznaniu. Po jednym sezonie przeniosła się do Państwowych Teatrów Dramatycznych w Szczecinie, a w 1951 do Warszawy. Przez dwa sezony występowała w Ludowym Teatrze Muzycznym, od 1953 do 1956 w Ateneum, następnie przez jeden sezon w Teatrze Sensacji, od 1959 przez dwa sezony w Teatrze Komedia. W 1969 przez sezon grała w Teatrze Klasycznym, a w sezonie 1975/1976 ponownie w Teatrze Komedia.
Została pochowana na cmentarzu Bródnowskim (kw. 8F, rząd VI, grób 28).

## Filmografia
- "Celuloza" - jako komunistka słuchająca opowieści Szczęsnego /1953/;
- "Pingwin" - jako Irena, matka Pingwina /1964/;
- "Wojna domowa" - jako matka na wywiadówce (odc. 3) /1965/;
- "Perły i dukaty" - jako Irena, matka Krystyny /1965/;
- "W labiryncie" - obsada aktorska /1988-1990/.